# Несс Бродгара
Несс Бродгара (англ. Ness of Brodgar) — археологічна ділянка площею 2,5 га часів Неоліту, що почала розкопуватися з 2003 року між Колом Бродгара і Мегалітами Стеннеса на острові Мейнленд, найбільшому з Оркнейських островів в Шотландії. Разом з іншими пам'ятниками неоліту на Оркнейських островах, ділянка входить до списку Світової спадщини ЮНЕСКО.
Тут збереглися залишки житлових споруд, декорованих кам'яних пластин, фундаменти масивних мурів та руїни величезної споруди, відомої як неолітичний «собор». Ділянка була населена приблизно з 3500 року до н. е. до кінця доби Неоліту приблизно через 1,5 тисячоліття.

## Ресурси Інтернету
- Orkneyjar archive of the excavations
- Orkneyjar photographs of the decorated stone slabs